# Лосдорф
Лосдорф (нем. Loosdorf) — ярмарочная коммуна (нем. Marktgemeinde) в Австрии, в федеральной земле Нижняя Австрия.
Входит в состав округа Мельк. Население составляет 3619 человек (на 31 декабря 2005 года). Занимает площадь 11,91 км². Официальный код — 31520.

## Политическая ситуация
Бургомистр коммуны — Йозеф Ярман (СДПА) по результатам выборов 2005 года.
Совет представителей коммуны (нем. Gemeinderat) состоит из 23 мест.
- СДПА занимает 17 мест.
- АНП занимает 5 мест.
- АПС занимает 1 место.

## Известные жители и уроженцы
- Уршула Ледуховская (1865—1939) — католическая святая.

## Фотографии

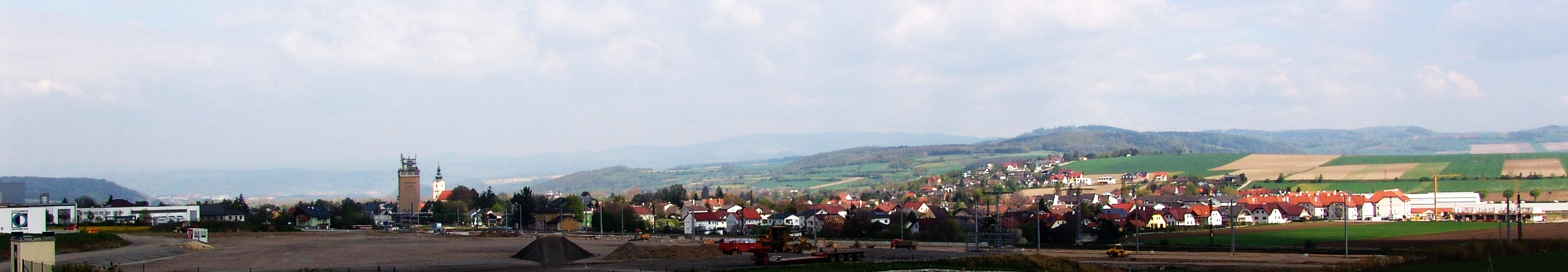
Лосдорф — панорама
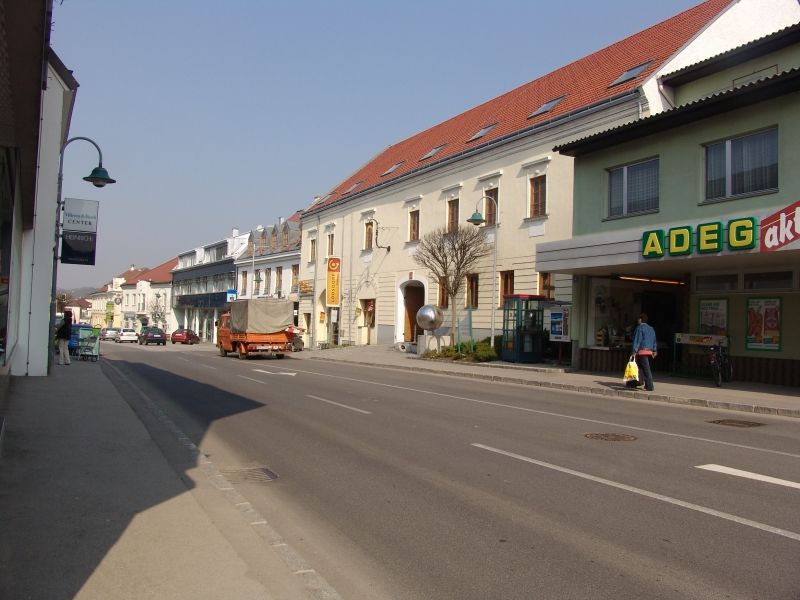
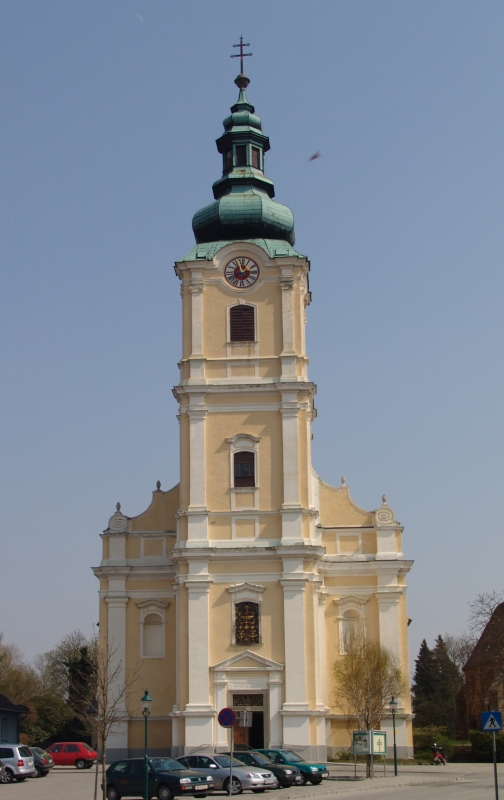
Церковь
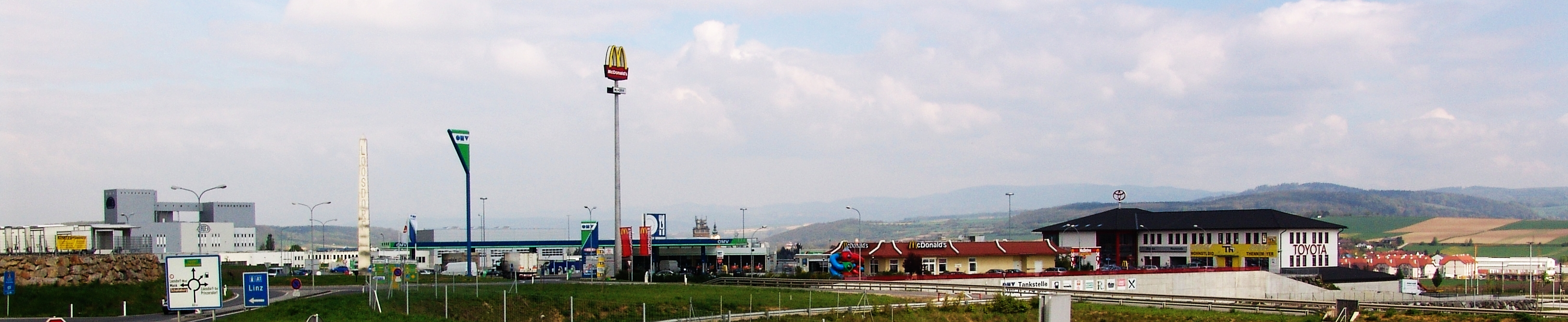